# مسيعيد بن احمد بن مساعد بن سالم
الشيخ العلامة مسيعيد بن أحمد بن مساعد العازمي ناسخ كتاب موطأ الإمام مالك بن أنس رضي الله عنه في جزيرة فيلكا.

## عن حياته
الشيخ العلامة مسيعيد بن احمد بن مساعد بن سالم العازمي كان من مشايخ وعلماء جزيرة فيلكا ، وقد أشتهر بالعلم والزهد والتقوى ، وكان مصلحا وداعيا إلى طريق الخير والصلاح.

## كتابه الشهير
عُثر في جزيرة فيلكا التي تقع في الركن الشمالي الغربي من دولة الكويت على نسخة من كتاب الموطأ للإمام مالك براوية «يحيى ابن يحيى الليثي» ، وقد وجده «عبد العزيز حسين» في مكتبة والده «الملا حسين» ، وقد كتبه «الشيخ مسيعيد بن أحمد بن مساعد بن سالم العازمي»، في جزيرة فيلكا في سنة 1682م،